# Планель, Давид
Давид Франси́ско Плане́ль Серра́но (исп. David Francisco Planell Serrano; род. 7 декабря 1967, Мадрид) — испанский сценарист и кинорежиссёр.
На телевидении участвовал в работе над сценариями таких телесериалов, как «Центральная больница» и «Комиссар». Снял несколько короткометражных фильмов и полнометражный фильм «Стыд» с Альберто Сан Хуаном и Наталией Матео в главных ролях, который завоевал несколько кинонаград. Короткометражная лента «Вверх и вниз» (Subir y bajar, 2007) была использована Женским фондом в борьбе против насилия над женщинами. Давид Планель также занимается преподавательской деятельностью, работая в мастерских на различных кинематографических форумах и в учреждениях культуры.

## Короткометражные фильмы
- 2004 Харизма / Carisma
- 2005 Ponys
- 2006 Banal
- 2007 Вверх и вниз / Subir y bajar

## Полнометражные фильмы

### Режиссёр
- 2008 Стыд / La vergüenza

### Сценарист
- 2006 Семь бильярдных столов / Siete mesas de billar francés
- 2004 Эктор / Héctor
- 2002 Хроника партизанской войны / La guerrilla de la memoria
- 1994 Мужчины всегда думают об этом / Los hombres siempre mienten, совместно с Фернандо Леоном

## Награды
- 2005 Номинация на премию «Гойя» за лучший короткометражный фильм — «Харизма»
- 2009 «Золотая биснага», награда за лучший фильм Малагского кинофестиваля — «Стыд»